# 瓶中信

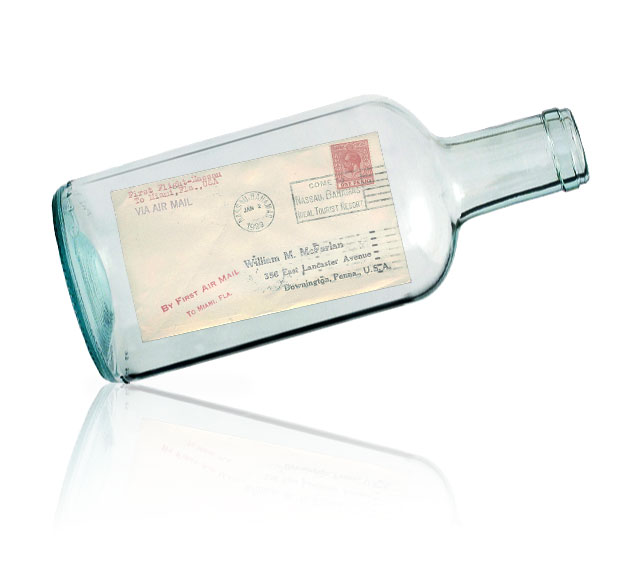
瓶中信

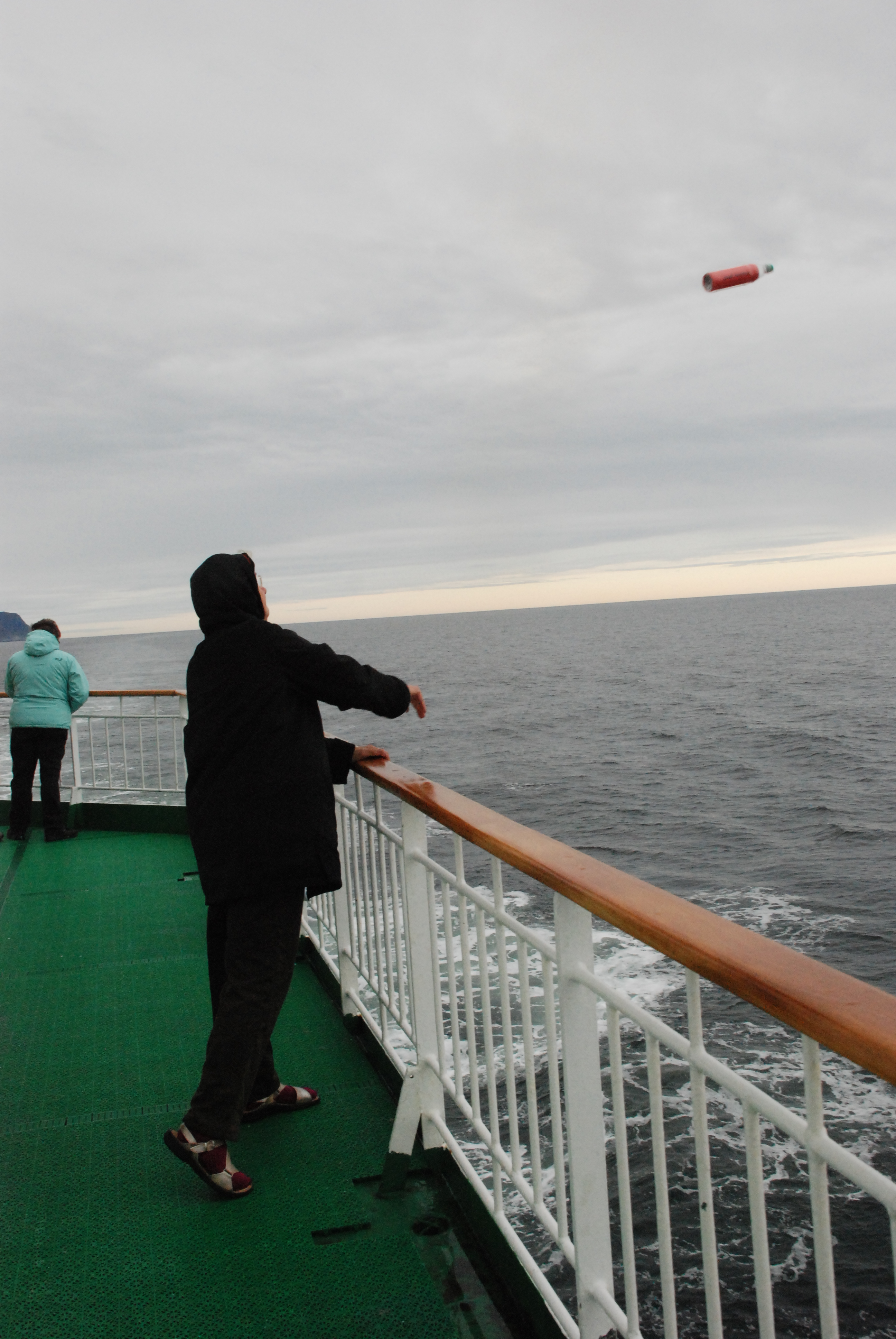
Start (Hurtigruten, 2011)

瓶中信，是一種通信的形式。將訊息（可以是一封信、一張名片，更可以是古靈精怪的物品）放入密封的容器（通常是一瓶玻璃瓶，塑膠製也有），投入海中、洋中，或收藏在隱蔽的地方（類似時間囊）藉以將訊息傳到未知的對象。
瓶中信的訊息接收者並沒有一個特定對象，訊息亦可能隨著洋流流動直到永遠。人們常將瓶中信聯想為困荒島的遇難者之求救信號。然而，也有許多人認為發布瓶中信是一種樂趣，可以交流遠方的消息和交新的朋友。不過，投擲瓶中信同時，要先考慮承受觸犯亂丟垃圾罪名而帶來的罰款和刑期之風險。
瓶中信也為科學家帶來研究洋流的重要資料。「瓶中信」一詞，成為諺語，意思為不意欲送到特定目的地的信息。

## 歷史
第一次記錄瓶中信的記載，是公元前310年，古希臘哲學家泰奧弗拉斯托斯將放有訊息的瓶子擲到海中，用以研究地中海是否由大西洋的海水流入形成。
16世紀的英國海軍將瓶中信設入其他用途，他們將敵軍位置用瓶中信的方式送到岸上。英國女王伊莉莎白一世甚至下御令，任何人打開「封塞之海中瓶」，必被處以死刑。

## 類似瓶中信的媒介

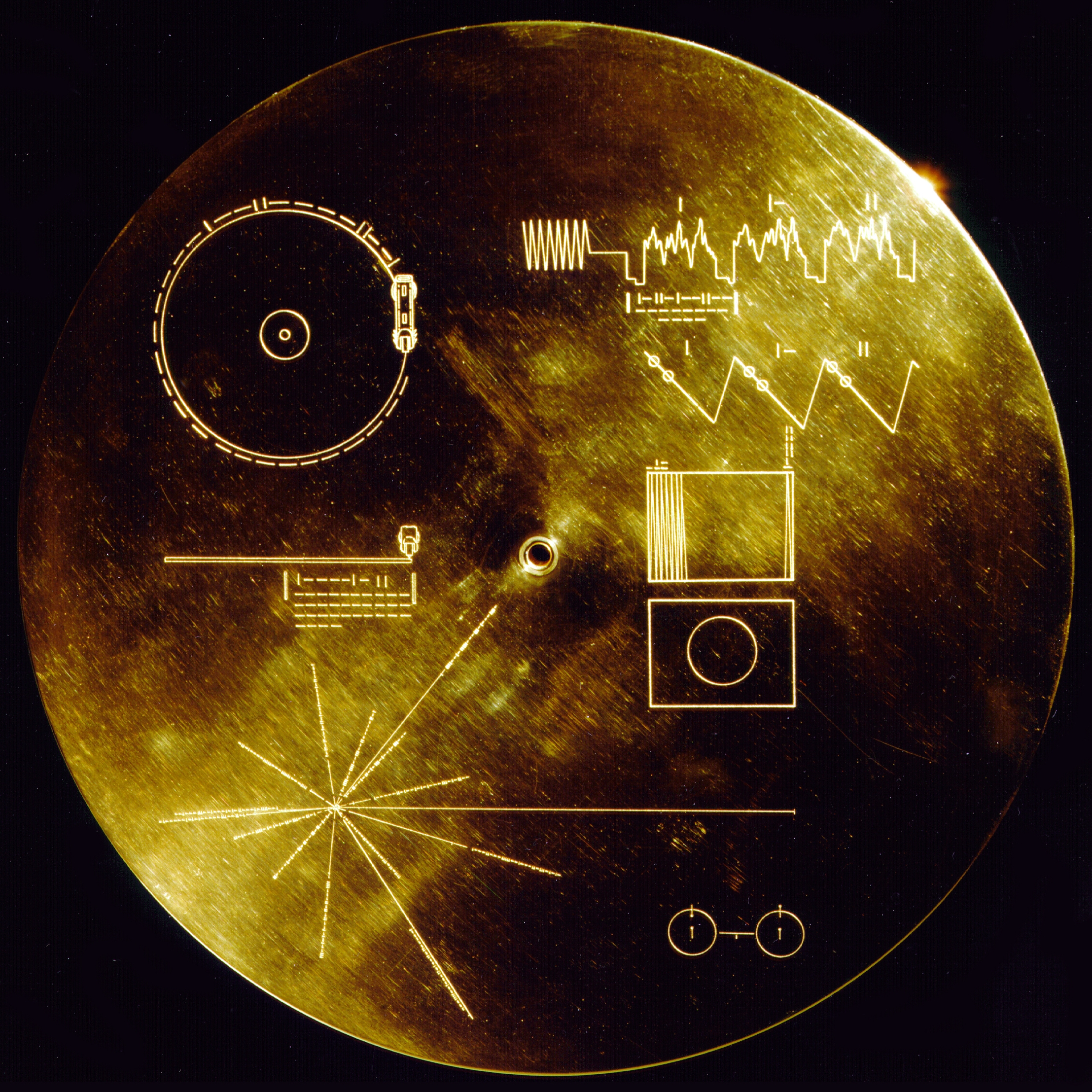
旅行者金唱片，漂流在宇宙間的另類瓶中信。

氣球郵件是利用氣球傳送信息到沒有明確目的地的方法，類似瓶中信。氣球郵件的好處是地球上任何地方都可以放出和接收到氣球郵件的信息。更好之處，是氣球郵件非常容易地放出，也不必冒上海浪將信息洗走之風險。
美國太空總署也利用類似瓶中信的媒介發射了幾則跨星訊息。他們使用了一碟9英吋乘6英吋的鍍金鋁板，通稱作先驅者鍍金鋁板，第一塊鍍金鋁板隨著先驅者10號於1972年3月2日發射上太空，而第二塊則隨先驅者11號於1973年4月5日發射到太空去。
1977年夏天，美國太空總署旅行者號計劃發射了兩艘太空船。太空船每艘都運載12英寸鍍金的銅盤，通稱作旅行者金唱片，記錄包含代表地球上人類文化和生活的聲音及圖像。

## 現代使用
現代人雖然可以用電話、郵件、電子郵件、即時通訊軟體等等的方法聯繫，交流互動。但瓶中信這種充滿未知、神秘魅力的通訊方法，依然吸引現代人採用，甚至發掘更多用處。瓶中信不單單帶來友情、愛情、異國交流，或會帶來拯救；或會帶來斥責亂丟垃圾之回函；或會帶來更多的謎團。
1904年至1906年間，英國普利茅斯海洋生物協會長 George Parker Bidder 為了觀測北海洋流流動方向進行實驗，投擲了 1020 個瓶中信，裡面有一張明信片及一份問卷，上頭用英語、德語以及荷蘭語三種語言寫著希望撿到瓶子的人可以寫下發現地點及時間。2015年，一對夫婦在德國北部海岸的阿羅姆羅島（Amrum）度假時，發現了其中一個瓶中信，這可能會打破金氏世界紀錄，成為最古老的瓶中信。
1941年，兩名鐵匠西奧多·傑克武尼和埃米爾·高德特，把一封瓶中信放入美國羅得島州北金斯敦的匡西特海軍航空站一堵牆內，直到六十年後重見天日，但人們依然不理解兩人之動機。
1963年，一個10歲的英國女孩安妮·瑞維特自法國發出一封內有自己住宅地址的瓶中信，由另一名荷蘭諾德韋克海灘的男孩尼爾斯·埃爾菲斯拾到，後來兩人聯絡，發展友誼，最後成了夫妻。
1990年代初期，美國海洋學家克堤斯·埃貝斯邁爾在朋友家發現一個來自台灣的瓶中信，內容是台灣人聲援當時被判刑的中國知名異議人士魏京生。
在日本，非常多學生使用瓶中信方式進行交流。1997年11月13日，位於琉球群島的日本沖繩縣那霸市真和志小學 （页面存档备份，存于）為慶祝創校一百一十六年，舉辦了瓶中信祝福活動。半年之後，其中一名叫綾乃的女學生之瓶中信，漂流到台灣臺東縣長濱鄉，由一名老翁劉桂魁拾獲，其後兩人見面，成為忘年之交，劉桂魁並收了綾乃為乾孫女。
此外，日本亦有專門發放瓶中信的組織黑潮物語元氣之子會，該會成立於1998年，專收集來自日本海內外的信件或繪圖，然後在沖繩等地放流。2006年2月1日，農曆新年期間，其中一封該會發放的瓶中信乘住黑潮漂流到台灣台東縣成功鎮三仙台，由中華搜救總隊隊員李訓旺拾獲，李訓旺後來遠赴日本，推動兩地交流。
2005年7月，英國女孩亞麗莎將她的照片及住址塞入一個玻璃瓶，然後將瓶中信從英國蘭開夏海邊丟入大海。47天後，亞麗莎收到來自紐西蘭的男童伯斯回信，表示在他住家附近的一个船塢中發現這個瓶中信。這樣的消息令科學家嘖嘖稱奇，瓶中信漂流的速度比郵輪慢了不過7天，而且瓶中信要經大西洋，繞過非洲南端再到紐西蘭，或是用比較快的方式，穿過美洲巴拿馬運河，一路衝到紐西蘭。有科學家表示，可能有人從中將瓶中信撿起來，再丟到紐西蘭外海，但為何要這樣做，則是未解之謎。
有時瓶中信也可作另類用法，2005年5月24日，英國利物浦市議會為老人和一些經常患病的人想出了一個對付緊急情況的好辦法。市議會鼓勵人們應該將一些非常重要的個人醫療資訊寫成一封瓶中信保存在冰箱裏，以便在遭遇突發疾病時能夠迅速找到，為挽救生命爭取時間。
瓶中信為大眾帶來樂趣，同時亦帶來拯救。2005年5月，來自厄瓜多爾和秘魯的86名偷渡客，打算偷渡到瓜地馬拉，然後越過邊境進入墨西哥。但人蛇集團為免被查緝人員發現，將他們遺棄。結果他們在哥斯大黎加600公里的可可斯島海域發生船難，於是發出瓶中信求救。漂流三日後，瓶中信由哥斯大黎加海洋保育組織人員發現，86名偷渡客因而獲救。
然而，某些人對瓶中信通訊方式沒這樣歡迎。2005年8月，住在紐約長島的美國海岸防衛隊隊長班奈特發出瓶中信，這封瓶中信漂越大西洋，歷經將近4千8百多公里後到達英國多塞特郡的普利港，由一名住在伯恩茅斯，叫亨利·比格爾斯伍的人撿到。亨利·比格爾斯伍回函訓斥班奈特的行為，並在信中表示：
|  | 最近我在普利港海邊散步欣賞風景時，發現到你的瓶子。雖然你可能認為這是對洋流速度與路徑十分具有意義的實驗，我卻只想給它另外一個名字：垃圾……你們美國人非得要在某些地方搞破壞才會感到高興，如果你們想亂搞自己的巢穴，那很好，我沒意見……但未來請別再來破壞我們的家園。 |

## 其他
尼古拉斯·史柏斯之小說《瓶中信》，後改拍成美國電影《瓶中信》。